# Rob Mokken
Robert Jan (Rob) Mokken (Jakarta, 28 april 1929) is een Nederlands methodoloog en emeritus-hoogleraar politieke wetenschap en methodologie aan de Universiteit van Amsterdam (UvA).
Mokken studeerde van 1949 tot 1952 aan de Koninklijk Instituut voor de Marine te Den Helder. In 1957 behaalde hij zijn kandidaats in de politieke en sociale wetenschappen aan de Universiteit van Amsterdam (UvA), in 1961 zijn doctoraal en in 1970 promoveerde hij op het proefschrift A theory and procedure of scale analysis: with applications in political research.
In 1954 is Mokken begonnen als wetenschappelijk medewerker aan de Universiteit van Amsterdam. Van 1961 tot 1966 werkte hij bij het Centrum Wiskunde & Informatica. Na nog drie jaar terug aan de UvA als wetenschappelijk medewerker, was hij sinds 1970 professor aan de UvA eerst in de politieke en sociale wetenschap, en vanaf 1979 in de politieke wetenschap en methodologie. Tot zijn circa 20 promovendi behoren onder anderen Meindert Fennema, Willem E. Saris en Frans Stokman. Na zijn emeritaat in 1994 bleef hij actief als consultant statistische ICT en kwantitatieve methoden.
In 1971 publiceerde Mokken het boek Theory and procedure of scale analysis waarin hij een meetinstrument voorstelde dat later naar hem werd genoemd: de Mokkenschaal.
In 1990 is Mokken onderscheiden als Ridder in de Orde van Oranje-Nassau.

## Publicaties
Mokken publiceerde verschillende boeken en vele artikelen. Een selectie:
- 1971: A theory and procedure of scale analysis with applications in political research
- 1975: Graven naar macht: op zoek naar de kern van de Nederlandse economie. Met H. M. Helmers ea.
- 1997: Technologie en management: bestuursstructuren in industriële ondernemingen. Met B.L. Icke en H. Schijf.